# 統一中心

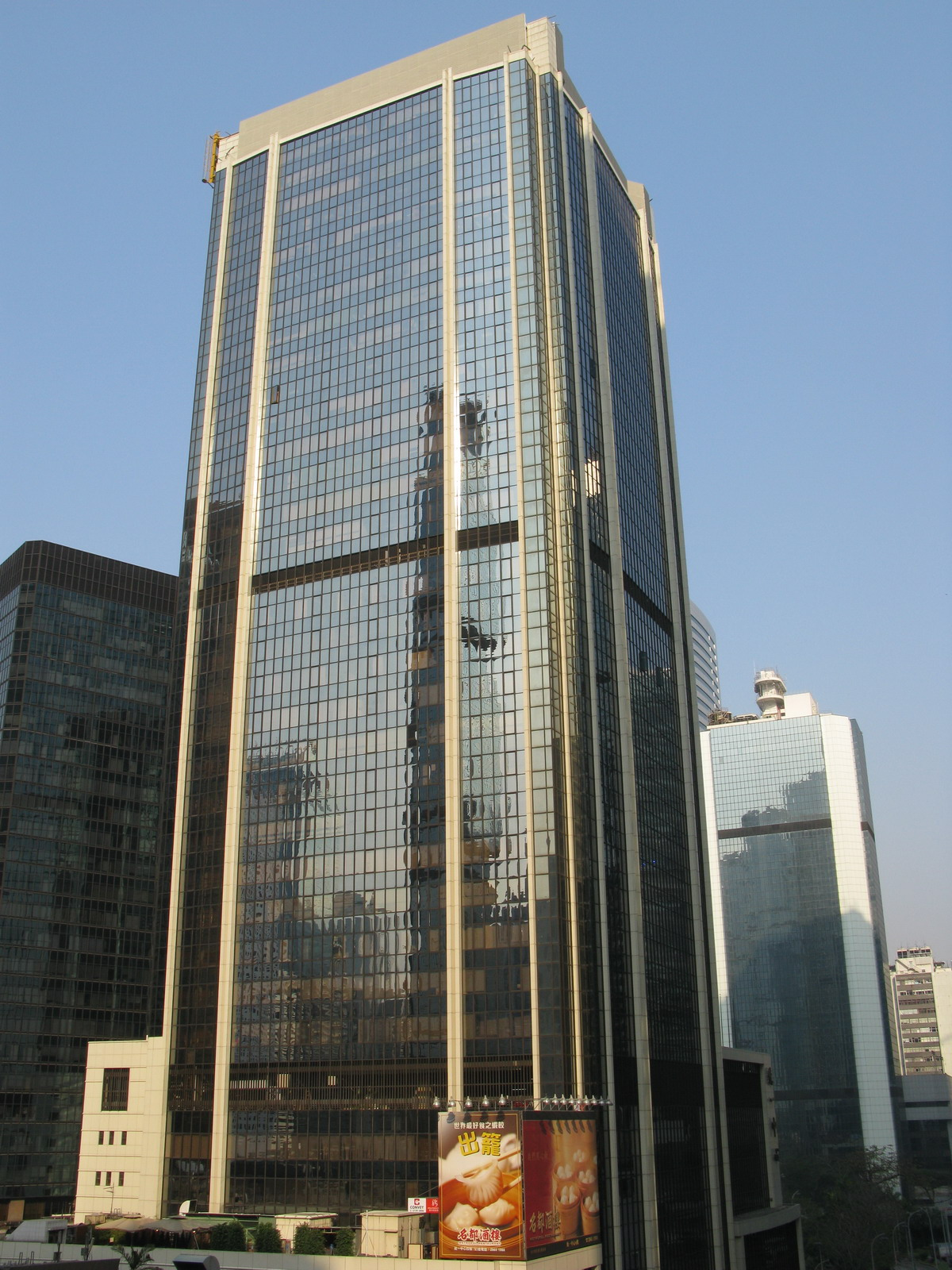
統一中心外貌

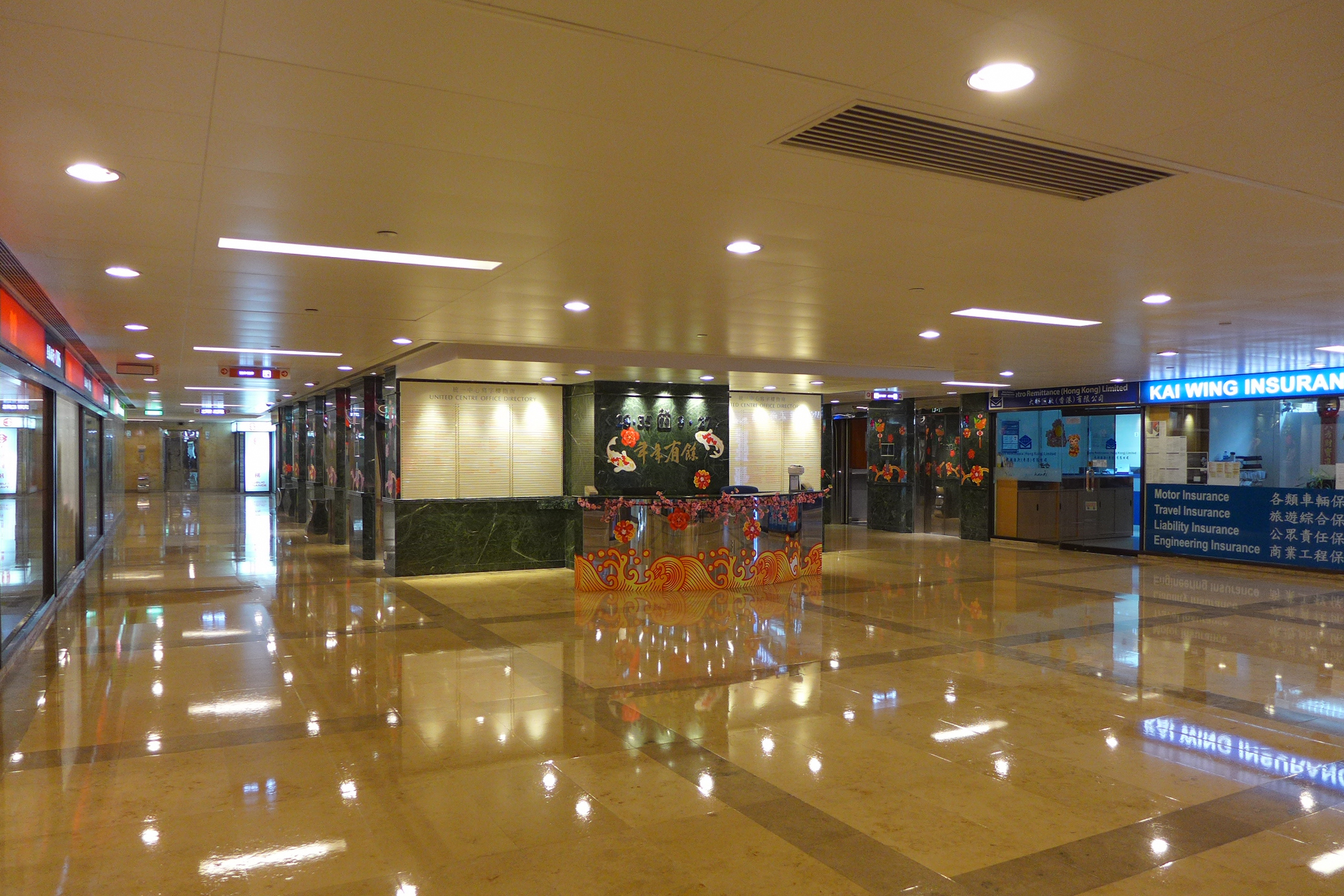
統一中心寫字樓大堂

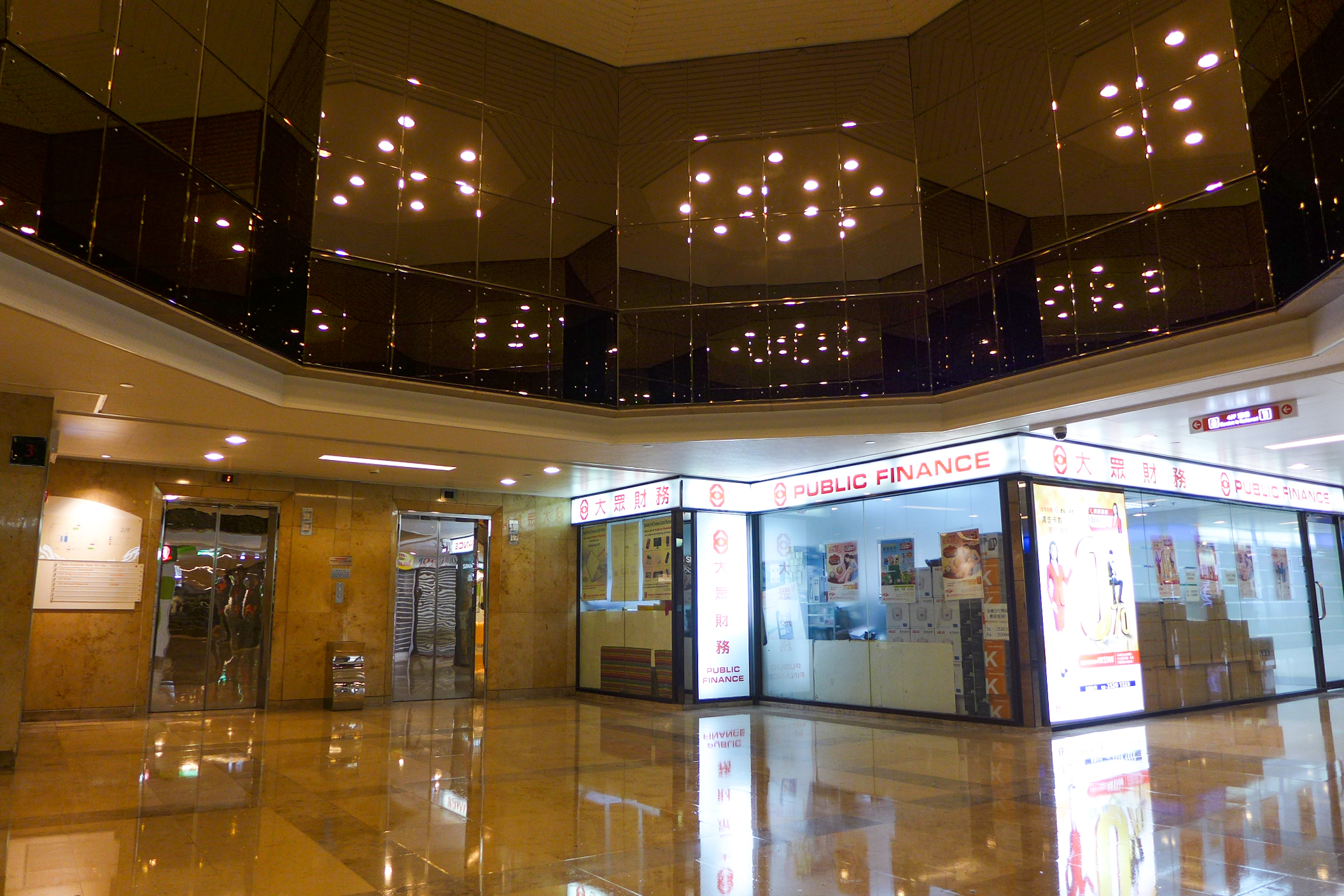
統一中心基座商場

統一中心（United Centre）是位於香港金鐘的一座商業大廈，東望金鐘夏慤花園、香港警察總部和尖沙咀海景，1981年落成。它是一座商廈，內裡低層是商場，租戶包括百佳超級市場（2001年2月開業，已經先後改裝成International by PARKNSHOP及fusion by PARKNSHOP）、屈臣氏，運輸署牌照部，年前有香港中華煤氣有限公司銷售及服務部。1990年代前則有美國政府海外圖書館，而著名租戶是1990年遷入之德國駐港總領事館和香港總商會。 
統一中心樓上辦公室有城大專業進修學院金鐘教學中心（位於8樓），再加上港大專業進修學院統一教學中心，使金鐘成為大學校外進修課程的集中地。此外，統一中心也是馬里駐港名譽領事館、德國、印度和菲律賓駐港總領事館所在地。

## 商場
統一中心商場位於物業1、2樓，其中2樓業權極為分散，一樓極大部分樓面則由長實旗下公司持有，位置與金鐘廊連接。土地註冊處資料顯示，1994年長實已透過Pofield Investments Limited斥1.95億元大手購入39個舖位，佔全層總數43個舖位約九成。現時商場一樓及二樓，租客包括零售、銀行、運輸駕駛及保險等，三樓為運輸署香港牌照事務處，五樓全層為共享工作空間theDesk。
2012年2月，在連卡佛租金鐘廊的效應下，長實已低調將統一中心租戶重組，銳意引入一些承租能力較高的租戶。市場消息指出，百佳International將不獲續租，舖位將重新分為15個舖位，料租金收入可由現時每月100萬元增至300萬元，增幅達2倍，最終未有成事。另外，仁安藥房和快圖美分租的1009號舖位，亦由渣打銀行承租。

## 各層業主
- 1樓，長江實業集團1001至1014號及1019至1043號39個商舖，總建築面積約為3512.02平方米（37803平方呎）
- 4樓，聘珍樓集團於1989年以約4.55億港元購入統一中心4至6樓，其中於4樓開設名都酒樓[2]，經營至2025年9月。香港科技大學在2025年6月20日以3.544億元向聘珍樓購入，全層面積31410方，將改作教學相關用途。
- 5樓，康泰旅行社於2002年以9109萬港元向聘珍樓集團購入統一中心5樓[2]，2018年5月遷出。同年10月改為共享工作空間theDesk，面積達36,000方呎[3] ，於2022年11月16日由黃士心父子正式接手並成立康泰會展商務中心 （页面存档备份，存于），為中小企、自由工作者、初創企業及來自不同領域的專業人士，提供辦公空間支援服務及舉辦各大小型活動及培訓之場地租用服務。
- 6樓，香港大學專業進修學院2003年以約6104.2萬購入該甲廈602室，以面積29110方呎計，呎價約2096元。2023年，香港大學再以4800萬港元購入統一中心601室。[4]
- 8樓，香港城市大學2000年以8400萬購入
- 10樓，新興集團
- 11樓-12樓：輝立證券（香港）有限公司、輝立商品（香港）有限公司、輝立資本管理（香港）有限公司
- 13樓，富途證券國際（C1-2室）
- 14楼，菲律賓駐港領事館
- 22樓：香港總商會
- 30樓，宏安集團，2016年11月以約5.122億元購入，2021年7月以5.15億元出售給許大絢及梁先杰

## 鄰近地標
統一中心設通道連接金鐘廊，天橋網絡可連接太古廣場、力寶中心、海富中心、美國銀行中心、遠東金融中心及東昌大廈等商業大廈，更延伸至高等法院及金鐘政府合署。而另一邊通道可往政府總部、夏慤花園和添馬公園。
- 香港JW萬豪酒店
- 香港港麗酒店、港島香格里拉酒店